# Шахта № 3
Шахта № 3 (рос. Шахта № 3) — селище у Сланцевському районі Ленінградської області Російської Федерації.
Населення становить 76 осіб. Належить до муніципального утворення Сланцевське міське поселення.

## Історія
Згідно із законом від 1 вересня 2004 року № 47-оз належить до муніципального утворення Сланцевське міське поселення.

## Населення
| 2007 | 2010 |
| ---- | ---- |
| 259  | ↘76  |